# Arturo Castro
Arturo Benito Castro Rivas Cacho (Ciudad de México, 21 de marzo de 1918-Ciudad de México, 6 de marzo de 1975), fue un actor y comediante mexicano que a menudo fue acreditado y apodado como El Bigotón, debido a su distintivo bigote. Fue generalmente reconocido por sus participaciones en diferentes películas junto a los también actores cómicos, Mario Moreno “Cantinflas”, Germán Valdés “Tin-Tan”, Adalberto Martínez “Resortes”, Antonio Espino “Clavillazo”, Eulalio González “Piporro”, y el dúo Viruta y Capulina.

## Carrera
Se inició en carpas participando como patiño de famosos comediantes. Participó en cine al lado de grandes cómicos como Viruta y Capulina en Angelitos del trapecio (1959) y Cantinflas en El padrecito (1964). Su papel más popular y destacado fue al lado de Guillermo Rivas, Leonorilda Ochoa y Amparo Arozamena en la serie de televisión Los Beverly de Peralvillo (1969-1973).

## Vida personal
Fue sobrino de la actriz Lupe Rivas Cacho. Se casó con Rosaura Hernández y fue el padre del también actor y comediante Benito Castro (Arturo Castro Hernández). Falleció a los 56 años, víctima de un envenenamiento.

## Filmografía seleccionada
- Los chiflados del rock and roll (1957)
- Miércoles de ceniza (1958)
- Dos criados malcriados (1960)
- Cómicos y canciones (1960)
- Aventuras de Joselito en América (1960)
- El rey del tomate (1963)
- El padrecito (1964)
- El señor doctor (1965)
- Los reyes del volante (1965)
- Por mis pistolas (1968)
- Los Beverly de Peralvillo (1971)
- Que familia tan cotorra! (1973)